# Valeriana atacamensis
Valeriana atacamensis là một loài thực vật có hoa trong họ Kim ngân. Loài này được Bors. miêu tả khoa học đầu tiên..